# Achraf Bouali
Achraf Bouali, né le 11 juin 1974 à Imzouren (Maroc), est un diplomate et homme politique néerlando-marocain.

## Biographie
Achraf Bouali naît à Imzouren au Maroc et émigre à son plus jeune âge aux Pays-Bas. Il grandit à Goirle. Il étudie la science politique à l'université de Leyde. Il se lance ensuite pour une maîtrise au Collège d'Europe de Bruges. Il se spécialise notamment dans l'intégration européenne et finit ses études à l'École nationale d'administration en France.
En 2001, Achraf Bouali intègre le ministère des Affaires étrangères. Il est déployé auprès de plusieurs missions diplomatiques néerlandaises dont en Russie, Lettonie et Hongrie, ainsi que dans plusieurs pays du Moyen-Orient. Entre 2013 et 2015, il travaille à Curaçao, avant de rejoindre Cuba.
Le 23 mars 2017, il devient membre de la Seconde Chambre des États généraux pour le parti Démocrates 66. Au sein du groupe parlementaire, il est porte-parole en matière de commerce étranger. Il se retire de la vie politique à la fin de son mandat de quatre ans.